# Pic dels Llacs
Pic dels Llacs – szczyt górski w Pirenejach Wschodnich. Administracyjnie położony jest na granicy Andory (parafia La Massana) z Hiszpanią (prowincja Lleida). Wznosi się na wysokość 2691 m n.p.m.
Na zachód od szczytu usytuowany jest Capifonds (2649 m n.p.m.), na południowy zachód Salòria (2789 m n.p.m.), natomiast na północy położona jest przełęcz Port de Cabús (2300 m n.p.m.). W pobliżu Pic dels Llacs swoje źródła mają strumienie Riu del Llacs i La Torrentera.